# Charaxes pythodoris
Charaxes pythodoris är en fjärilsart som beskrevs av William Chapman Hewitson 1873. Charaxes pythodoris ingår i släktet Charaxes och familjen praktfjärilar. Inga underarter finns listade i Catalogue of Life.